# ブラガのボン・ジェズス・ド・モンテ聖域
ブラガのボン・ジェズス・ド・モンテ聖域（ブラガのボン・ジェズス・ド・モンテせいいき）は、ポルトガル北部のブラガにあるエスピーニョ山に広がる、巡礼のための聖堂群からなるポルトガルの世界遺産である。

## 概要
ブラガのボン・ジェズス・ド・モンテ聖域は、エスピーニョ山山頂にあるボン・ジェスス教会を中心とした聖域で、プロテスタントに対抗するため16世紀のトリトレント公会議以降にカトリックにより築かれたサクロ・モンテのひとつである。ボン・ジェズス教会に続く山の西斜面沿いに十字架の道(Via Crucis)が築かれ、その道沿いにキリストの受難をモチーフにした彫像を収めた礼拝堂が並んでいる。十字架の道は1784年から1811年にかけて整備された。正面に折り重なる577段の階段があり、巡礼者が五感にご利益があるという「五感の階段」、さらに信仰・希望・博愛を表す「三徳の階段」を上って、白いファサードのある聖堂に入り、祈りを捧げる。噴水はバロック様式で飾られている。

## 登録基準
この世界遺産は世界遺産登録基準のうち、以下の条件を満たし、登録された（以下の基準は世界遺産センター公表の登録基準からの翻訳、引用である）。
- (4) 人類の歴史上重要な時代を例証する建築様式、建築物群、技術の集積または景観の優れた例。

## ギャラリー

ブラガのボン・ジェズス・ド・モンテ聖域 - Bom Jesus do Monte
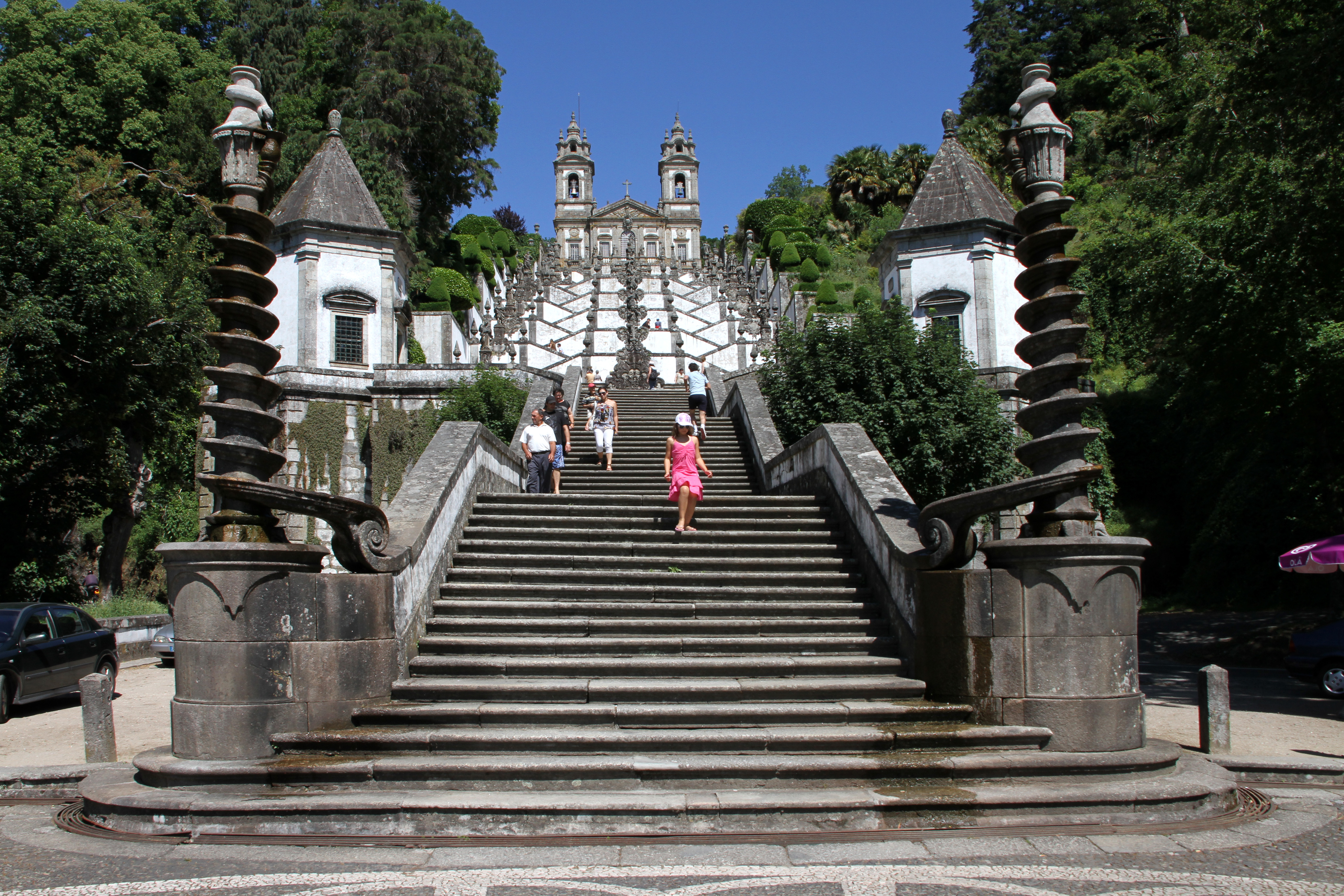
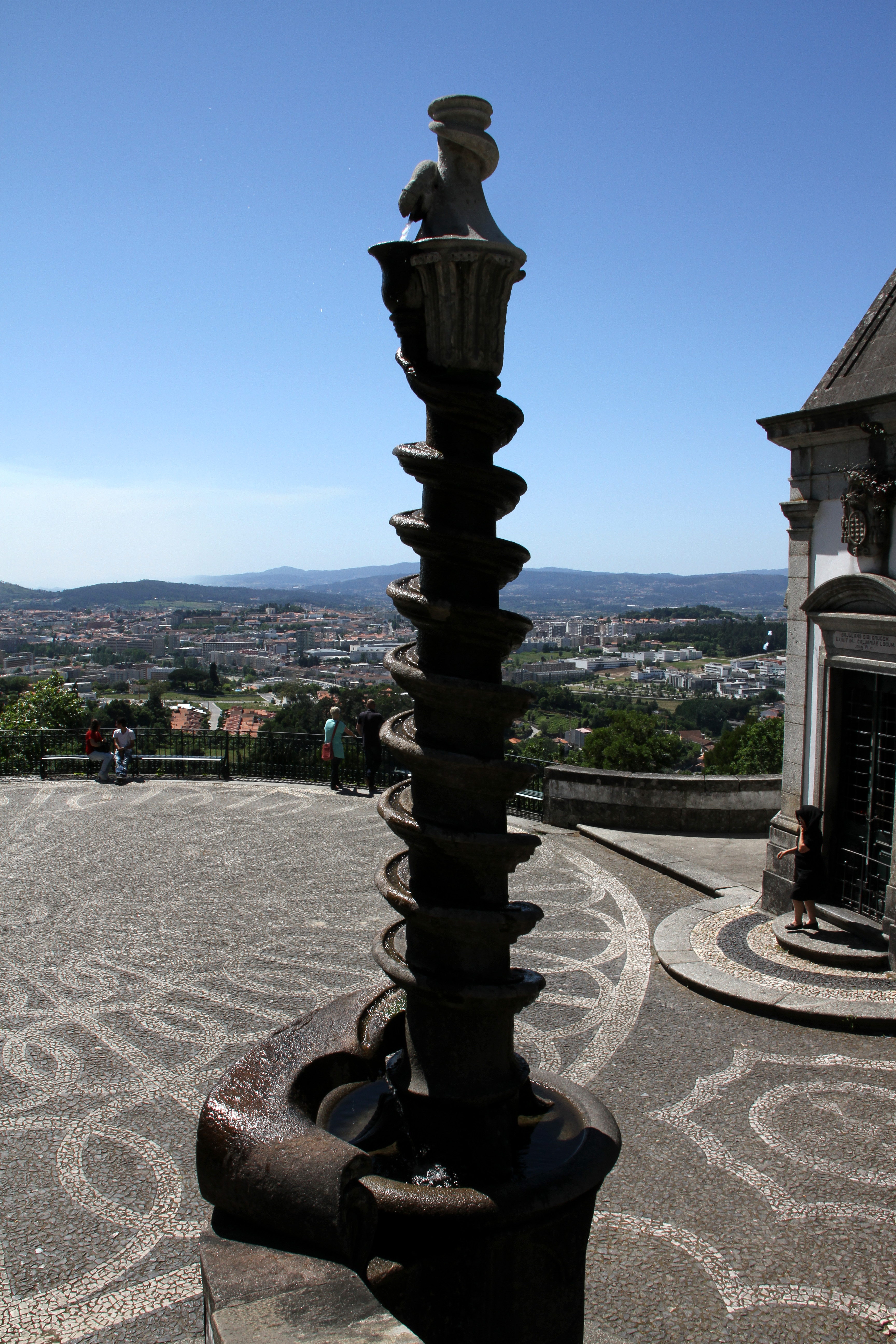
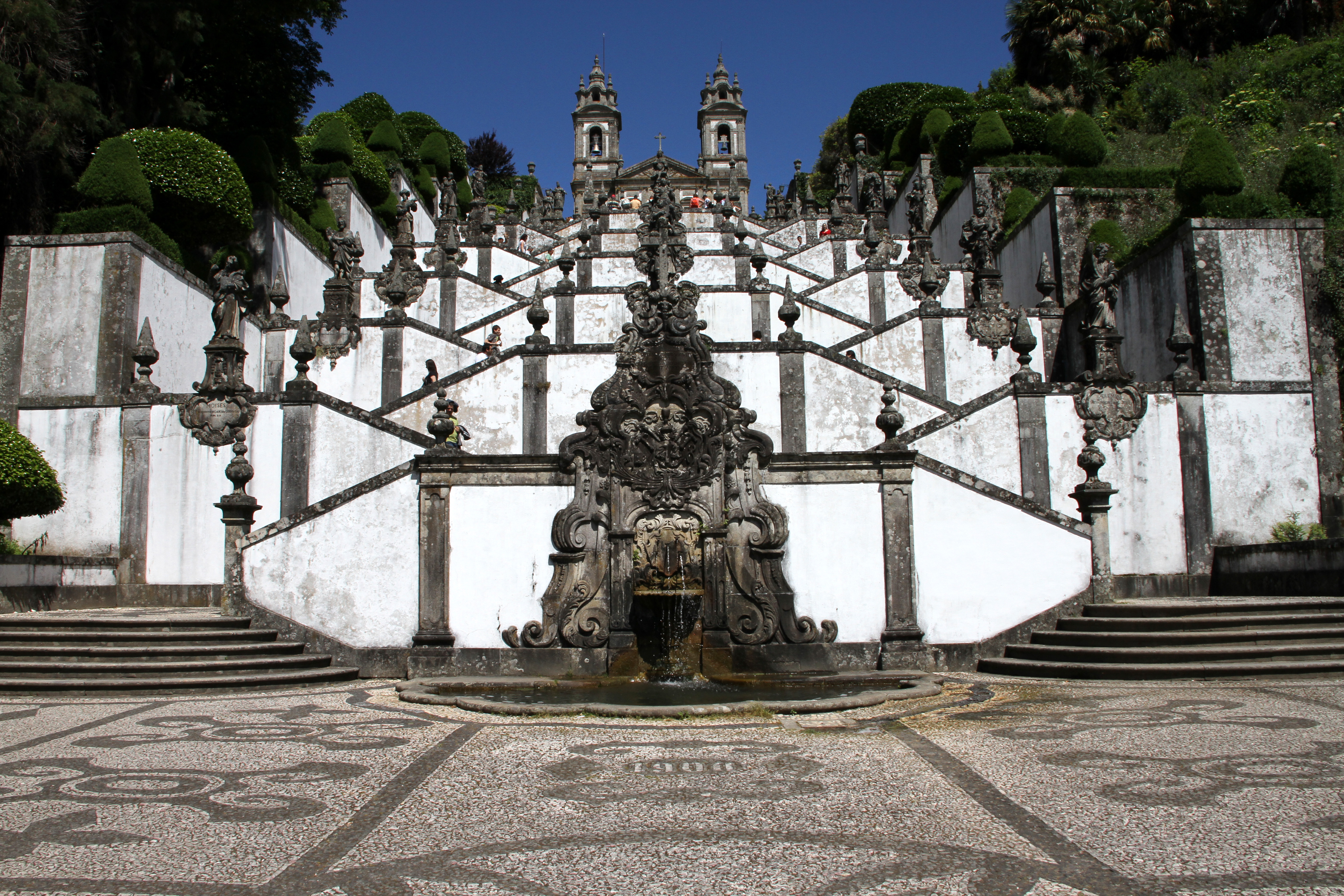
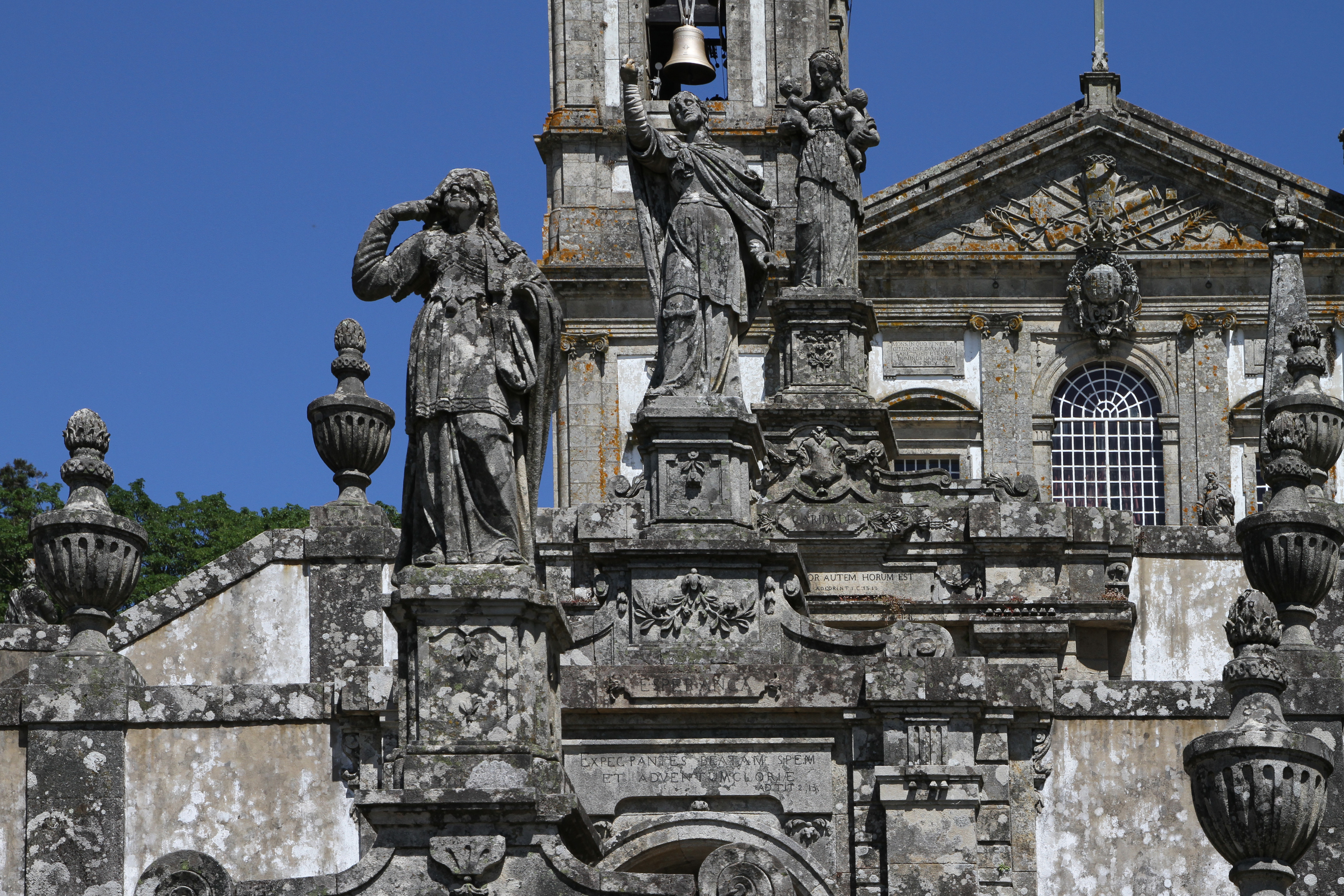
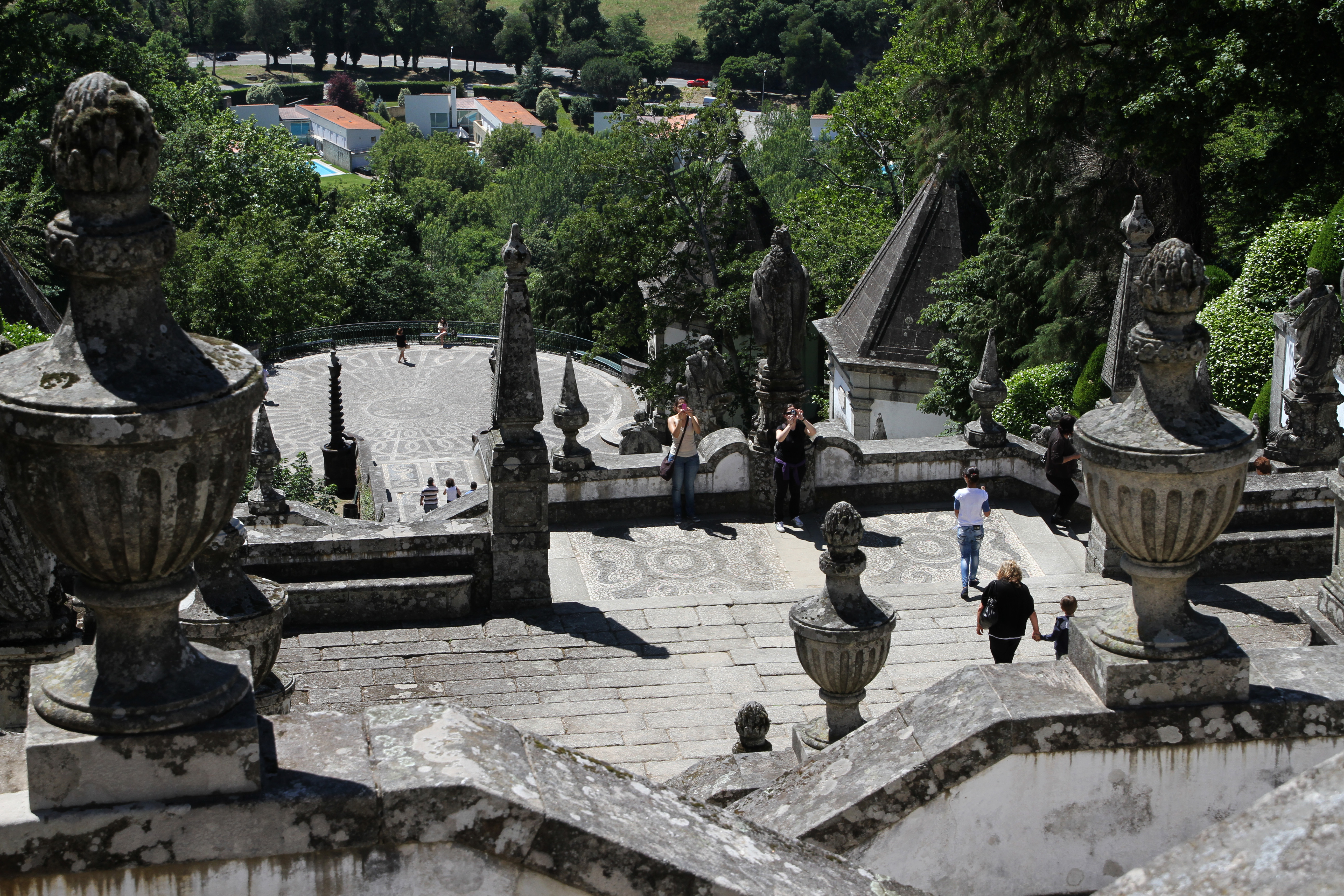
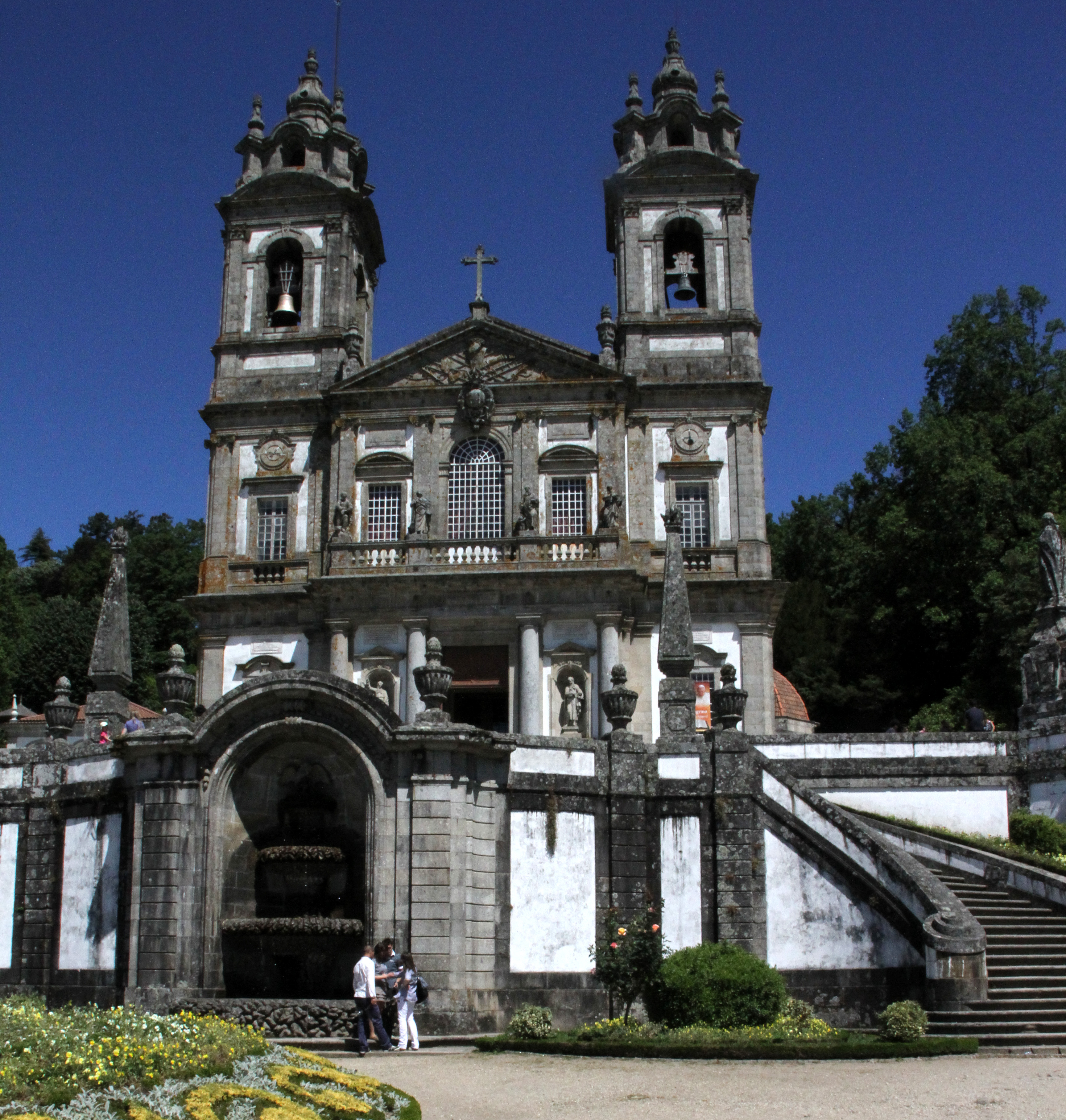
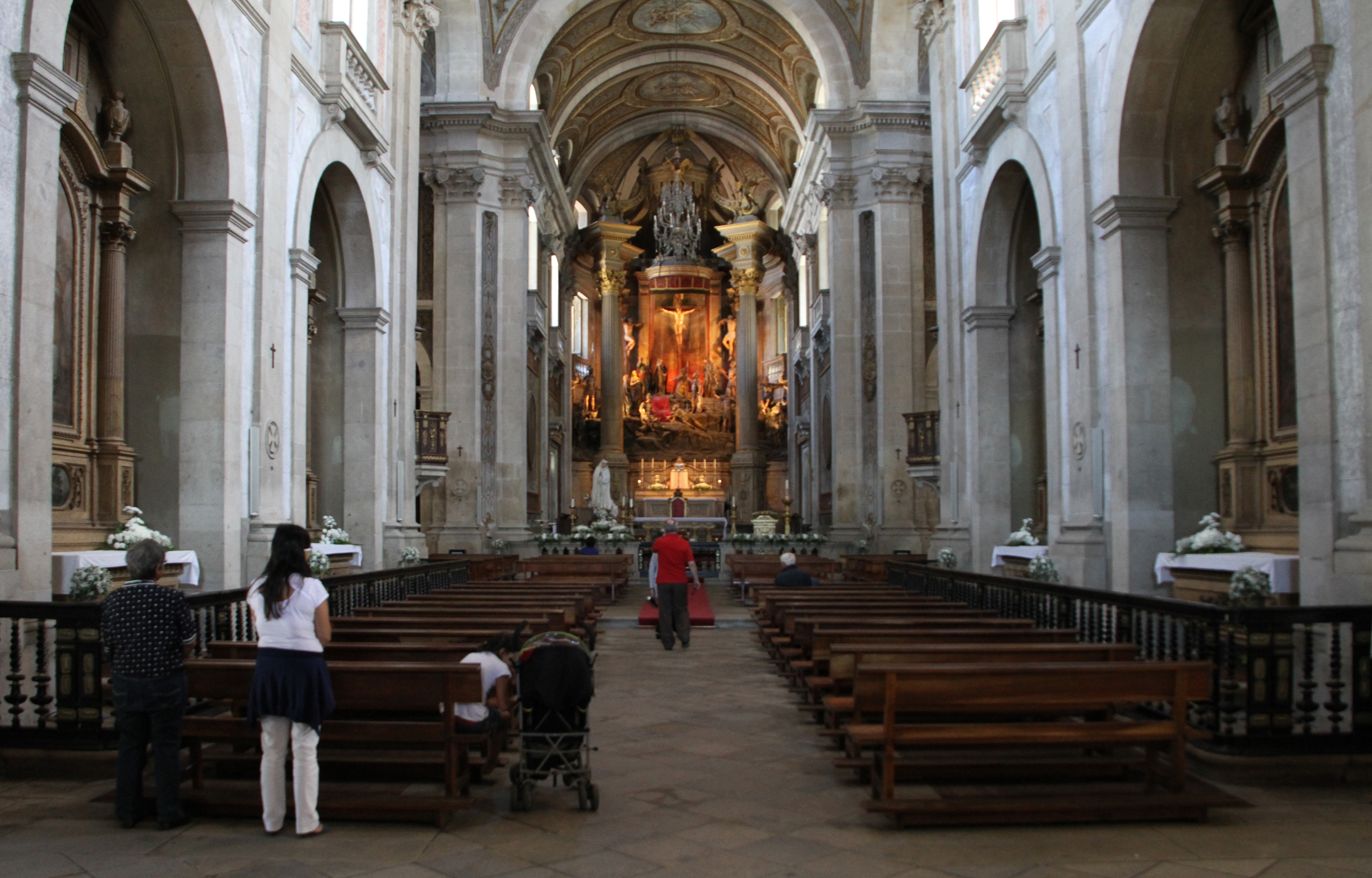
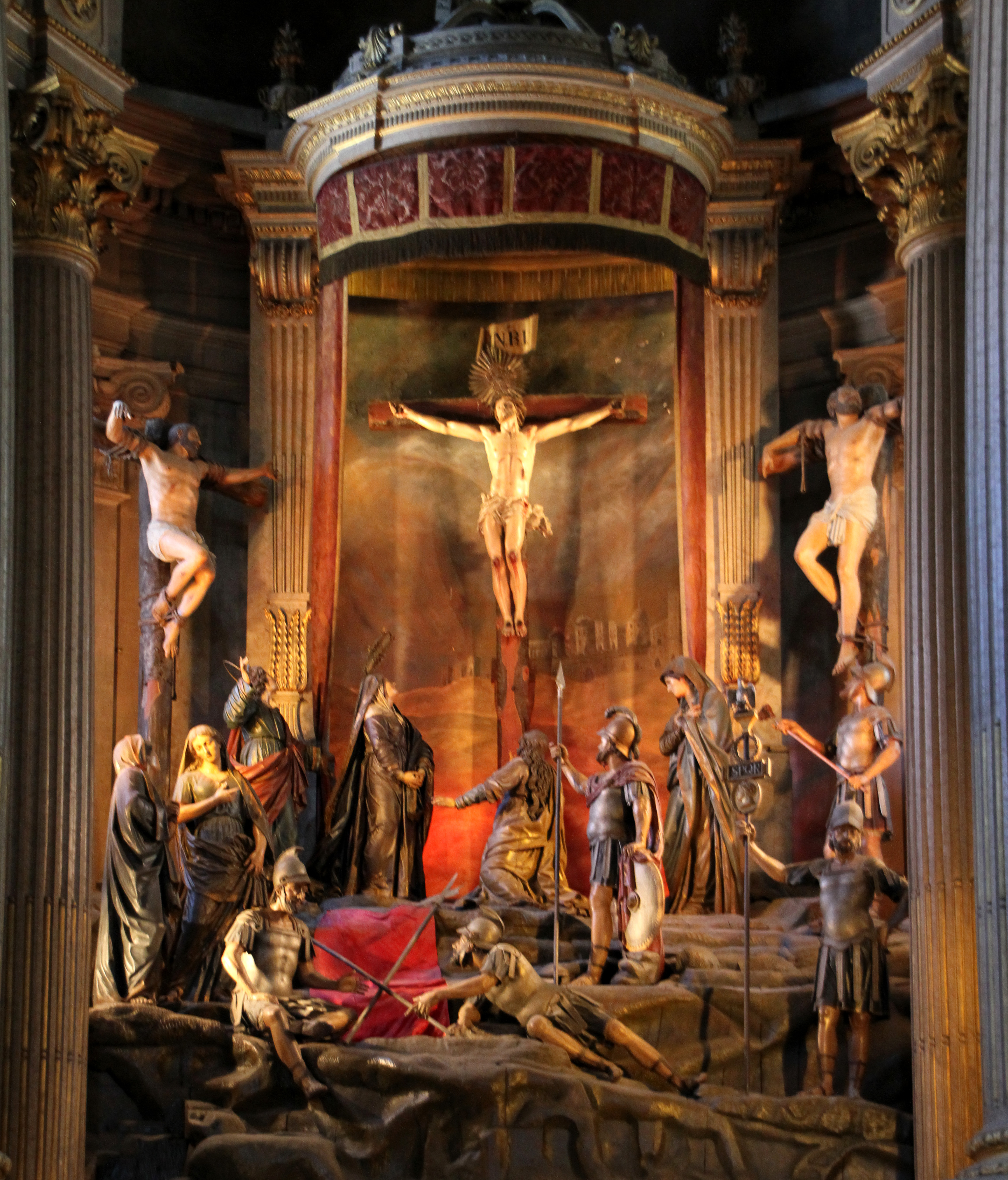

## 類似の世界遺産
- ピエモンテ州とロンバルディア州のサクリ・モンティ（イタリア）
- カルヴァリア・ゼブジドフスカ : マニエリスム建築と公園が織りなす景観及び巡礼公園（ポーランド）